# Kridsada Limseeput
Kridsada Limseeput (thailändisch กฤษฎา ลิ่มศรีพุทธ; * 4. Juni 2001), auch als Dul bekannt, ist ein thailändischer Fußballspieler.

## Karriere
Kridsada Limseeput stand bis Juli 2019 beim Trang FC unter Vertrag.  Der Verein aus Trang spielte in der dritten Liga. Zuletzt spielte er mit Trang in Southern Region der Liga. Im Juli 2021 wechselte er zum Ligakonkurrenten Krabi FC. Am Ende der Saison 2021/22 feierte er mit dem Verein aus Krabi die Meisterschaft der Region und den Aufstieg in die zweite Liga. Sein Zweitligadebüt gab Phuchakhen Chandaeng am 13. August 2022 (1. Spieltag) im Auswärtsspiel gegen den Chainat Hornbill FC. Hier stand er in der Startelf und spielte die kompletten 90 Minuten. Chainat gewann das Spiel 1:0. Am Ende der Saison 2023/24 belegte er mit dem Klub aus Krabi den letzten Tabellenplatz und musste somit in die dritte Liga absteigen. Nach dem Abstieg verließ er den Verein und schloss sich im Sommer 2024 dem in der Southern Region spielenden Drittligisten Muangtrang United FC in Trang an. Nach einer Spielzeit, in der er zwanzig Ligaspiele bestritt, wechselte er im Juli 2025 zum Erstligaabsteiger Nakhon Pathom United FC.

## Erfolge
Krabi FC
- Thai League 3 – South: 2021/22  ▲